# Bánhidi Petra
Czene-Bánhidi Petra (Budapest, 1979. augusztus 10. –) magyar táncművész.
Gyermekkora óta táncol, a Magyar Táncművészeti Főiskola modern táncpedagógus szakán végzett. Rendelkezik társastánc-oktatói és versenytánc-edző asszisztensi vizsgákkal is. A tangó mellett modern kortárs jazztánc, színpadi mozgás oktatással is foglalkozik gyermekek és felnőttek részére egyaránt.
Jelentős eredményeket és sikereket tudhat magáénak a versenytánc, mazsorett és a modern tánc területén is. Tangó technikát többek között Mimi Santapától tanult Buenos Airesben. Táncolt Eszenyi Enikő "E-Tango – A Combok Csókja" és "Ping-Szving" c. önálló darabjaiban a Thália Színházban, a "Störr Kapitány" c. darabban a Radnóti Színházban, az "Évszakok Buenos Airesben" c. darabban a Nemzeti Táncszínházban és az "Excalibur" c. darabban, valamint a Nemzeti Táncszínházban szervezett latin-esteken is. Az "Excalibur"-t és a "Bizodalom visszavág" c. darabot Petra koreografálta.
Két alkalommal nyerte meg az IDO olaszországi székhelyű táncszövetség által rendezett világbajnokságot argentin tangó kategóriában (2004: Dunaújváros, 2005: Rimini).
Szeret gyerekekkel dolgozni, és együtt örülni sikereiknek, melyekhez hozzá segíti őket. Nemzetközi versenyek, a Szombat esti láz (televíziós műsor), valamint színházi előadások táncosa, koreográfusa, fellépett számos darabban, és saját tangóestet is rendezett.
Honlapján és a legtöbb médiaemlítésben tévesen szerepel, hogy 'érdemes művész': nem szerepel a Magyar Köztársaság Érdemes Művésze kitüntetettjei között, egy azonos, félrevezető elnevezésű magánkezdeményezésű díjjal rendelkezik.

## Hivatása
Passé Tánccsoport – művészeti vezető (modern kortárs jazztánc, mozgás- és figyelemfejlesztő foglalkozások).
Magyar Táncművészeti Egyetem Társastánc és Divattánc Tanszék – óraadó oktató.

## Családi állapota
Házas, férje Czene Attila olimpiai bajnok úszó. 2017 novemberében született meg első gyermekük, Laura.

## Eredmények és díjak
- 2000. szeptember: Miami, IDO Mambó Világbajnokság – 10. helyezés
- 2000. december: Dunaújváros, IDO Divattánc Világkupa – 3. helyezés Mambó kategóriában
- 2001. március: Hongkong, IDO Divattánc Világkupa – Mambó és Tangó kategóriában 2. helyezés, salsa kategóriában 3. helyezés
- 2001. május: IDO Divattánc Országos verseny – Magyar Bajnokok Argentin Tangóban és 2. helyezés Mambóban
- 2001. május: Olten, Salsa Világkupa – 8. helyezés
- 2001. szeptember: Miami, IDO Divattánc Világbajnokság – 3. helyezés Argentin tangóban
- 2002. május: Jugoszlávia, IDO Európa-bajnokság – 1. helyezés Argentin tangóban
- 2002. október: Dunaújváros, IDO Divattánc Világkupa – 1. helyezés Argentin tangóban
- 2002. december: Velbert, IDO Tango Argentino Világkupa – 1. helyezés
- 2003. május: IDO Divattánc Országos verseny – Magyar Bajnokok Argentin Tangóban
- 2003. június: Rimini, IDO Divattánc Világbajnokság – 1. helyezés Argentin tangóban
- 2004. május: a Táncművészet folyóirat EuroPass díja párostáncok kategóriájában, "Az év sporttáncosa" díj és Sporttáncosi Nívódíj
- 2004. október: Dunaújváros, IDO Divattánc Világbajnokság – 1. helyezés argentin tangóban

## Külső hivatkozások
- Hivatalos honlap
- https://web.archive.org/web/20191015112249/http://mte.eu/banhidi-petra